# IT-sector
De IT-sector is de economische sector die bestaat uit alle leveranciers van producten en diensten op het gebied van informatietechnologie.

## Globale indeling
De IT-sector wordt vaak ingedeeld in:
- Hardware; de tastbare computers, printers, beeldschermen, processoren, chips etc.
- Software; door programmeurs ontwikkelde code die de hardware aanstuurt.
- Diensten; de dienstverlening op commerciële basis gericht op het in gebruik nemen van hardware en/of software, alsmede de ondersteuning bij het operationele gebruik.

Een andere indeling heeft te maken met de verschillen in bedrijfsmodel:
- Productleveranciers: het zelfscheppende deel van de industrie dat hardware en softwarepakketten ontwikkelt.
- Dienstenleveranciers: leveranciers die hun diensten in rekening brengen op time-and-materialbasis of fixedpricebasis, met alle daartussen gelegen varianten en combinaties.

Veel productleveranciers zijn tevens dienstenleverancier (gemengd bedrijf).
Software kent zowel de verschijningsvorm product als dienst. Klanten kunnen een softwarepakket (product) kopen, of software op maat laten maken (dienst).

## Geschiedenis
IBM was het eerste bedrijf dat al voor de Tweede Wereldoorlog actief was in deze sector. Later kwamen daar bedrijven bij als Sperry Univac, NCR, Texas Instruments, Philips en Bull. De eerste generatie bestond uit hardwareleveranciers die ook de software en de diensten leverden.
Toen IBM in de vroege jaren zeventig van de vorige eeuw door de Amerikaanse anti trust wetgeving werd gedwongen tot een zodanige opsplitsing van het bedrijf dat koppelverkoop niet langer noodzakelijk was, nam het aantal bedrijven in de IT-sector gestaag toe.
Veel van die nieuwe bedrijven werden opgericht door voormalige IBM medewerkers die zich als zakenpartner van IBM concentreerden op software en diensten.
Tussen 1975 en 1990 nam de markt voor bedrijfssoftware een hoge vlucht omdat hardware in de vorm van midrange computers betaalbaar werd voor elk bedrijf vanaf 100 medewerkers. Na 1990 vond een grote shake-out plaats in de categorie hardwareleveranciers. Bedrijven als Philips en Wang konden onvoldoende schaalgrootte ontwikkelen om zowel voortdurend te investeren in onderzoek als concurrerend te verkopen aan klanten.
In jaren negentig stond de Personal Computer(pc) centraal. Deze uitvinding uit 1982 brak eerst door als workstation dat, gekoppeld aan midrange servers of een mainframe, de domme terminal verving. Vervolgens brak de pc door als apparaat in de privéomgeving. Deze opkomst van de pc resulteerde in een sterke machtspositie van Microsoft (softwareleverancier) en Intel (processor- en chipleverancier).
In de nieuwe eeuw werd de IT-sector gedomineerd door internet dat in de vroege jaren negentig aan een indrukwekkende opmars was begonnen.

## Leveranciers
Slechts weinig hardwareleveranciers overleefden de shake-out van de late jaren negentig en het begin van de 21e eeuw. Sommigen keerden daarna alsnog terug als pc-leverancier die de concurrentie aangingen met nieuwe spelers als Dell. IBM, Sun en HP (dat Compaq en Tandem inlijfde) bleven stabiele factoren in deze stormachtige markt en waren dat anno 2011 nog steeds.
De softwaremarkt groeide in de jaren negentig als kool.
- Enerzijds vanwege de opkomst van de pc die software nodig had voor tekstverwerking, spreadsheets en presentatie. Deze markt met aanvankelijk grote spelers als dBASE, Lotus (later overgenomen door IBM) en WordPerfect, wordt anno 2011 volledig gedomineerd door Microsoft.
- Anderzijds vanwege de opkomst van ERP, bedrijfsomvattende softwarepakketten met geïntegreerde modules voor elk bedrijfsproces. In deze markt ontwikkelden SAP en Oracle aanzienlijke marktaandelen, op de voet gevolgd door bedrijven als IBS, Baan (nu onderdeel van Infor), Peoplesoft (Oracle) Intentia (Lawson), QAD, SSA (Infor) en het Nederlandse Exact. Sinds de overnames van Navision, Damgaard en Great Plains rond de eeuwwisseling, speelt Microsoft een steeds belangrijker rol in deze markt.

Deze snelle groei van de softwaremarkt in productvorm werkte als een hefboom voor dienstverleningsmarkt. Bedrijven als Volmac (tegenwoordig Capgemini), Accenture, Logica, CMG, Getronics (tegenwoordig KPN), Ernst & Young (tegenwoordig IBM) en Ordina groeiden uit tot belangrijke spelers die na 2000 nog groter werden omdat ze elkaar overnamen of fuseerden. De services markt was tot dat moment vooral een lokale markt per land, maar door die overnames ontstonden partijen die op de wereldmarkt opereren zoals CapGemini, Atos, IBM en Accenture.

## Actuele status
De hedendaagse IT-sector worstelt met de complexiteit die is toegevoegd door de pc, Microsoft en het internet. In de privéomgeving hebben huishoudens daar weliswaar ook last van, maar voor het bedrijfsleven lijkt de situatie onbeheersbaar te worden. De personeelskosten die samenhangen met dat beheer nemen grootste vormen aan en zelfs dan is het nagenoeg onmogelijk om als bedrijf te beschikken over alle kennis die nodig is om de complete IT-infrastructuur goed te laten functioneren. Tal van uitbestedingsvormen rukken dan ook snel op zoals insourcing, webhosting, ASP, sharedservicescentra en volledige outsourcing (business process outsourcing) waarbij de IT-afdeling en -infrastructuur worden verkocht aan een outsourcingspecialist.
Het is de vraag of wal het schip alsnog gaat keren, zodat we een verscheidenheid aan leveranciers overhouden, of dat de IT-sector voor het bedrijfsleven over vijf jaar vooral bestaat uit enkele grote outsourcing leveranciers.

## Nederland
Hoewel Nederland weinig zelfscheppende bedrijven met eigen producten heeft voortgebracht, is de Nederlandse IT-sector in de loop der jaren uitgegroeid tot een van de sterkere Europese sectoren.